# Manoel da Silva Gomes

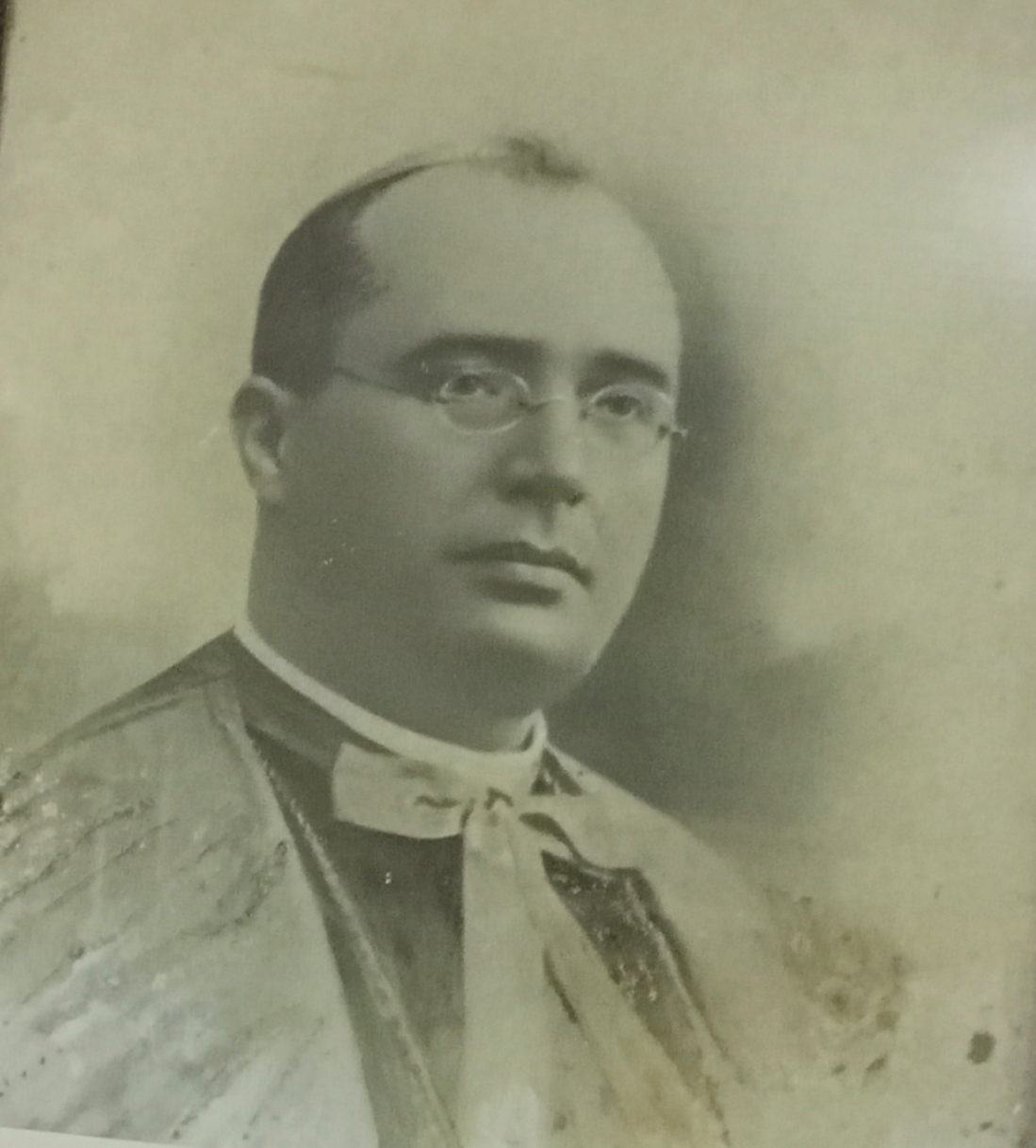
Erzbischof Manoel da Silva Gomes

Manoel da Silva Gomes (* 14. März 1874 in Salvador, Bahia; † 14. März 1950) war ein brasilianischer Geistlicher und römisch-katholischer Erzbischof von Fortaleza.

## Leben
Manoel da Silva Gomes empfing am 15. November 1899 das Sakrament der Priesterweihe.
Am 11. April 1911 ernannte ihn Papst Pius X. zum Titularbischof von Mopsuestia und zum Weihbischof in Fortaleza. Der Erzbischof von São Salvador da Bahia, Jerônimo Tomé da Silva, spendete ihm am 29. Oktober desselben Jahres die Bischofsweihe; Mitkonsekratoren waren der Bischof von Alagôas, Manuel Antônio de Oliveira Lopes, und der Bischof in São Luís do Maranhão, Francisco de Paula e Silva CM.
Am 16. September 1912 bestellte ihn Papst Pius X. zum Bischof von Fortaleza. Manoel da Silva Gomes wurde am 10. November 1915 infolge der Erhebung des Bistums Fortaleza zum Erzbistum erster Erzbischof von Fortaleza.
Papst Pius XII. nahm am 24. Mai 1941 das von Manoel da Silva Gomes vorgebrachte Rücktrittsgesuch an und ernannte ihn zum Titularerzbischof von Viminacium.